# Joža Lovrenčič
Joža Lovrenčič, slovenski pesnik, pisatelj in urednik, * 2. marec 1890, Kred, † 11. december 1952, Ljubljana.
Doma se je reklo "pr Košanu". Starši so mu bili Jakob in Terezija (rojena Danjelič). Bil je prvi izmed treh otrok, drugorojenka je bila Terezija, tretjerojenec pa Anton. Župnik v Kredu ga je vpisal v semenišče v Gorico, da bi se na željo matere izšolal za duhovnika. Semenišče je kmalu pustil. O nameri je povedal duhovniku, ki ga je razumel, mati pa je bila razočarana. Po vasi se je govorilo, da so Joža vrgli iz semenišča, vendar se ni zmenil za vaške čenče.
Študiral je slavistiko in latinščino na univerzi v Gradcu in leta 1915 doktoriral. Zaposlil se je kot gimnazijski profesor in služboval v Gorici in Trstu. Nekaj časa je živel na Dobravi pri Kropi. V začasnem narodnem predstavništvu v Beogradu je zastopal Goriško. Konec 1919 je bil odposlanec na mirovnih pogajanjih v Parizu, po sklenitvi miru se je vrnil v Ljubljano in od 1920 poučeval na ljubljanski gimnaziji. Poročil se je z Antonietto Manzoni, pranečakinjo italijanskega pisatelja Alessandra Manzonija, in imel z njo štiri otroke, med njimi tudi Nino Antonio Hedviko (1924-2014), poznejšo bibliotekarko in strokovnjakinjo za slovansko bibliografijo, ki je postala žena jezikoslovca Rada Lenčka. Počitnice so preživljali na Dobravi (tam sta tast in tašča tudi pokopana), v bližnji vasi Češnjica se dogaja njegova kmečka povest Pereči ogenj: Povest izpod Jamnika.
V letih 1931 do 1941 je urejal časopis Mentor. Bil je član skupine mladih katoliških pisateljev, zbranih v preurejeni reviji Dom in svet pod uredništvom Izidorja Cankarja. Mnogi v tem krogu so Lovrenčičevo lirsko zbirko Deveta dežela šteli za začetek slovenskega literarnega ekspresionizma, vendar je takšna uvrstitev vprašljiva. Liriko je kmalu opustil in prešel k epskemu pesnenju in pripovedni prozi. Lovrenčič je avtor najobsežnejšega slovenskega epa. Pisal in revialno ga je objavljal od leta 1915 do 1921 pod naslovom Trentarski študent, v knjižni obliki pa je izšel leta 1939 pod naslovom Sholar iz Trente.
Po koncu druge svetovne vojne je bil po krivici obtožen sodelovanja z okupatorjem. Obsodili so ga na dve leti zapora ter ga po dveh mesecih pomilostili. Njegov vnuk je bil Andrej Vovko.